# Ермира Бабалиу
Ермира Бабалиу (на албански: Ermira Babaliu) е албанска певица.

## Биография
Родена е в Корча, Албания, но по произход е от Поградец (Поградеци), където израства и живее. Завършва висшето си образование в университета в Тирана в катедрата по философия.
Още в гимназията е забелязан мелодичният и специален глас, с който Бабалиу се отличава. Участва в Първия фестивал на песента в Поградец и е отличен с Първа награда с песента „Дойде пролетта“. Оттук започва нейният истински сценичен живот. Авторка е на много албуми и печели много награди по фестивали. В 1996 година емигрира в Съединените щати и живее в Детройт.

## Албуми
- Pres...
- Serenata Korçare
- Kur ti më mungon[1]